# Lilla Agnsjön (Hemsjö socken, Västergötland)
Lilla Agnsjön är en sjö i Alingsås kommun i Västergötland och ingår i Göta älvs huvudavrinningsområde.